# Madonna con el Niño, santa Ana y cuatro santos
La Madonna con el Niño, santa Ana y cuatro santos es una pintura al óleo sobre tabla de 228 x 176 cm de Pontormo, de 1528-1529 aproximadamente y conservada en el Museo del Louvre de París.

## Historia
En base a las indicaciones de Vasari la obra es referida a los años inmediatamente posteriores al trabajo en la capilla Capponi, 1528-29. Otras hipótesis críticas más recientes adjudican la obra, sobre bases estilísticas, también al 1524-1526.
Fue pintada para el convento de Santa Ana en Verzaia, situado fuera de la Puerta San Frediano y destruido durante el asedio de Florencia en 1529. La iglesia del convento era el destino, desde 1370, de una procesión que tenía lugar el día de santa Ana (26 de julio) para conmemorar el evento ciudadano de la "liberación" del tiránico duque de Atenas. El capitán de infantería y demás encargados de la ceremonia que aparecen retratados en el medallón a los pies del escaño de la Virgen, fueron los donantes del retablo.
El cuadro fue llevado a París por Napoleón Bonaparte en 1813 como objeto del expolio napoleónico en el Gran Ducado de Toscana, sustrayéndolo al hospital de San Eusebio al Prato donde se encontraba. Desde 1814 se expone en el Louvre.

## Descripción y estilo
Sobre un fondo  neutro oscuro está representada una sagrada conversación con la Madonna con el Niño en el centro sentada sobre un alto escaño rocoso y con santa Ana detrás que dirige una intensa mirada al espectador, mientras por debajo del brazo de María pasa la mano para coger la del pequeño Jesús desnudo de pie. Este grupo de figuras remite, por los contrastes cromáticos de sus ropajes y los brillantes contraste luminosos, a otras obras como la Visitación de Carmignano. Pontormo coloca a los lados cuatro santos en poses simétricas pero contrapuestas: a la izquierda los santos Pedro y detrás Sebastián, a la derecha san Benito y detrás Dimas, el Buen Ladrón. Original es la composición sobre dos planos diferenciados pero sustancialmente idénticos. Si los dos santos en segundo plano aparecen rápidamente esbozados, se reserva gran atención a los del primer plano; destaca sobre todo el manto de Pedro, encendido del brillo amarillo dorado a las sombras color naranja.
Abajo, a los pies de María, se encuentra el medallón con los representantes de la procesión para la fiesta de Santa Ana: los responsables de la compañía, trompeteros, pifanistas, repartidores, "comandantes y camareros".